# Piechowicka Góra
Piechowicka Góra (niem. Kieferberg, 604 m n.p.m.) – szczyt w Karkonoszach, w obrębie Pogórza Karkonoskiego.
Położony jest w północno-zachodniej części Pogórza Karkonoskiego. Na północ od niego leżą Piechowice a na południowy zachód Michałowice. Leży w grzbiecie, który odchodzi na północny zachód od Grzybowca i stanowi jego najważniejsze wzniesienie.
Jak cały grzbiet, zbudowany jest z granitu karkonoskiego.
Porośnięty lasem regla dolnego.
W północno-zachodnim krańcu grzbietu znajduje się tunel, którym prowadzi droga z Piechowic do Michałowic.
Na zachód od szczytu biegnie  niebieski szlak turystyczny z Piechowic do Michałowic.